# 東遠地区聖苑
東遠地区聖苑（とうえんちくせいえん）は、静岡県にあり、一部事務組合 東遠地区聖苑組合が運営する公営火葬場。

## 概要
所在地は静岡県菊川市西方347-1。老朽化と周辺の市街化に伴い、旧施設である菊川町火葬場（菊川町本所、現・菊川市青葉台一丁目）および掛川市火葬場（掛川市杉谷）の移転統合によって現在地に1978年（昭和53年）完成。
掛川市と菊川市の市境に近い東名高速道路脇にあるが、周囲を山で囲まれており、聖苑へは専用のトンネル（百合切トンネル）を通るルートのみが用意されている。トンネルは内部が湾曲しているほか、トンネルの入り口に至る道も大きく湾曲しているため、トンネルを通るか周囲の山に登らない限り施設を見ることができないようになっている。
2013年（平成25年）4月より、同一敷地内南側に建設した新施設に移転した。

### 現行施設（2013年4月～）
- 完成：2013年4月（旧施設解体および外構工事を含む竣工は2013年12月）
- 構造：鉄筋コンクリート造（一部鉄骨造） 2階建
- 敷地面積：33,615m²
- 延床面積：約3,600m²
- 設計監理：内藤建築事務所
- 施工：平井・戸塚特定建設工事共同企業体
- 燃料：LPガス
- 火葬炉：6基
- 動物用火葬炉：1基
- 告別室：3室
- 収骨室：3室
- 待合室：7室
- その他：待合ロビー、駐車場（一般102、バス7）

### 旧施設（1978年～2013年3月）
- 1978年完成
- 火葬炉：5基
- 動物用火葬炉：1基

## 東遠地区聖苑組合
- 所在地は東遠地区聖苑と同じ。
- 1976年設立。
- 構成自治体は掛川市、菊川市。
- 地方公共団体コード：22932
- 法人番号：4000020229326